# Puntate di Taken
La miniserie televisiva Taken è composta da 10 puntate, andate in onda dal 2 al 13 dicembre 2002 sul canale statunitense Sci Fi Channel.
In Italia sono state trasmesse in prima visione su Italia 1 dal 3 giugno al 1º luglio 2004.
| nº | Titolo originale    | Titolo italiano    | Prima TV USA     | Prima TV Italia |
| -- | ------------------- | ------------------ | ---------------- | --------------- |
| 1  | Beyond the Sky      | Al di là del cielo | 2 dicembre 2002  | 3 giugno 2004   |
| 2  | Jacob and Jesse     | Jacob e Jesse      | 3 dicembre 2002  | 3 giugno 2004   |
| 3  | High Hopes          | Grandi speranze    | 4 dicembre 2002  | 10 giugno 2004  |
| 4  | Acid Test           | Prove del fuoco    | 5 dicembre 2002  | 10 giugno 2004  |
| 5  | Maintenance         | Manutenzione       | 6 dicembre 2002  | 17 giugno 2004  |
| 6  | Charlie and Lisa    | Charlie e Lisa     | 9 dicembre 2002  | 17 giugno 2004  |
| 7  | God's Equation      | L'equazione di Dio | 10 dicembre 2002 | 24 giugno 2004  |
| 8  | Dropping the Dishes | Tutto precipita    | 11 dicembre 2002 | 24 giugno 2004  |
| 9  | John                | John               | 12 dicembre 2002 | 1º luglio 2004  |
| 10 | Taken               | Presi              | 13 dicembre 2002 | 1º luglio 2004  |

## Al di là del cielo

Allie Keys, interpretata da Dakota Fanning

- Titolo originale: Beyond the Sky
- Diretta da: Tobe Hooper
- Scritta da: Leslie Bohem

### Trama
Le vicende dell'episodio si svolgono tra il 1945 e il 1947. Durante la Seconda Guerra Mondiale l'aereo pilotato dal Capitano Russel Keys ha un incontro ravvicinato con strane e misteriose luci azzurre che impediscono all'aereo di precipitare, e poco tempo dopo il capitano e i suoi uomini vengono ritrovati nelle foreste della Francia in evidente stato confusionale.
Dopo essere tornato a casa, però, il capitano Keys comincia ad essere preda di strani incubi riguardanti i momenti successivi all'abbattimento, durante i quali, per quel che ricorda, erano stati catturati dai tedeschi e sottoposti a strani esami medici prima di riuscire a liberarsi; questi incubi però si fanno sempre più vividi e ricorrenti, e il capitano comincia a sperimentare fenomeni di buchi temporali durante i quali non ha la minima idea di che cosa gli sia capitato, il che lo conduce velocemente alla paranoia.
Contemporaneamente, tra giugno e luglio del 1947, strani fenomeni celesti cominciano ad essere segnalati sui cieli di New Mexico e Texas, e il 2 luglio di quell'anno un UFO si schianta poco distante da una fattoria di Roswell.
I militari transennano l'area, e tra i primi ad accorrere vi è il Capitano Owen Crawford, che informa il suo diretto superiore, il Colonnello Campbell, della morte di tre dei cinque grigi che occupavano il mezzo; un quarto viene condotto in laboratorio, dove muore dopo pochi giorni, il quinto invece si rifugia in una fattoria del Texas dove, assunte sembianze umane, viene ritrovato dalla proprietaria, Sally Clark, e dai suoi due figli, Tom e Becky, a cui dice di chiamarsi John.
John viene accolto gentilmente e trattato bene dai Clark, ed intreccia una relazione con Selly, che culmina in una notte d'amore.
Intanto Owen Crawford viene estromesso dalle indagini sull'UFO di Roswell, che intanto è stato trasportato nella base di Groom Lake, ma riesce a rientrarvi e a prendere il posto del colonnello sposandone la figlia, Anne, e per farlo non esita ad uccidere la sua precedente fidanzata, Susie, la quale gli aveva segretamente consegnato un misterioso manufatto alieno ritrovato dopo lo schianto.
Subito dopo essere stato reintegrato nel progetto Owen ordina la ricerca a tappeto di John, che nel frattempo ha cominciato a fare una brutta impressione a Tom e Becky, i quali, credendo si tratti del disertore in fuga inventato come storia di copertura, avvertono le autorità.
John è costretto ad andarsene, e Selly, dopo averlo visto nel suo vero aspetto, gli regala uno dei suoi due orecchini a forma di stella, facendogli promettere che un giorno tornerà per restituirglielo.
Intanto il capitano Keys, sempre più sconvolto e tormentato da incubi e visioni, cerca di rintracciare gli altri membri della sua squadriglia, in modo da scoprire se anche loro soffrano degli stessi problemi, ma con suo grande sconcerto scopre che sono tutti morti di un male misterioso; ne ritrova solo uno, in fin di vita, e dopo un breve dialogo con lui si ricorda finalmente cosa era accaduto quel giorno: non erano stati i tedeschi a rapirli e a tenerli prigionieri, ma degli alieni, che lo stesso Keys aveva successivamente ucciso a colpi di mitra.
Terrorizzato all'idea che possano tornare a prenderlo e temendo che coinvolgano nei rapimenti anche i membri della sua famiglia, Russel decide di fuggire, abbandonando la moglie e il figlio Jasse.

## Jacob e Jesse
- Titolo originale: Jacob and Jesse
- Diretta da: Breck Eisner
- Scritta da: Leslie Bohem

### Trama
Le vicende dell'episodio si svolgono tra il 1953 e il 1958. Pochi anni dopo la scomparsa di suo padre Russel, anche suo figlio, Jasse Keys, subisce il suo primo rapimento ad opera degli alieni, scomparendo nel nulla e riapparendo poche ore dopo in mezzo ad una strada dall'altra parte della città.
Cinque anni dopo, nel 1958, Owen Crawford, diventato colonnello dell'aeronautica e ancora a capo del progetto UFO, licenzia in tronco i membri della commissione scientifica a seguito della totale mancanza di progressi in merito agli studi sulla tecnologia del disco precipitato a Roswell e li sostituisce con il dottor Kroitz, un ex ricercatore Nazista emigrato negli Stati Uniti dopo la fine della guerra.
Già durante il suo primo sopralluogo sul disco il dottor Kroitz capisce che il motore in grado di far muovere la nave sono i suoi stessi piloti, dotati di straordinarie capacità psichiche, pertanto l'Aeronautica avvia un programma secondario per la ricerca di umani dotati di poteri simili, ma l'utilizzo di due gemelle sensitive considerate fra le migliori esponenti tra gli Esper si conclude con un tragico buco nell'acqua.
Nel Texas, Jacob Clark, il bambino che Selly ha avuto da John, comincia a mostrare gli stessi poteri del padre, risultando capace, come i Grigi, di suscitare visioni e allucinazioni estremamente realistiche; sua madre, che sta tentando da anni di ricontattare John, è diventata un'assidua frequentatrice di seminari e conferenze dal tema ufologico, e porta spesso con sé Jacob, senza sapere però che molte di queste conferenze sono tenute da uomini legati ai militari allo scopo di portare allo scoperto soggetti che possano risultare utili negli studi concernenti gli alieni e la loro tecnologia.
Intanto Russel Keys, nel tentativo di sfuggire ai continui rapimenti, è diventato un vagabondo, e dopo essere stato prelevato per l'ennesima volta scopre che anche suo figlio viene abitualmente addotto e come lui è soggetto a continui esperimenti. Dapprima tenta di tornare a casa per parlare con lui, ma viene ostacolato da Bill, il nuovo compagno della moglie. Jasse decide allora di scappare con lui, ma vengono scoperti poco dopo, e Bill accetta di revocare l'accusa di rapimento contro Russel a patto che questi sparisca per sempre dalle loro vite.
Nel frattempo il colonnello Crawford, venuto a conoscenza dell'esistenza di Jacob, e sospettando sia il frutto di un'unione uomo-alieno, avvicina Selly spacciandosi a sua volta per un appassionato di ufologia, e dopo aver conquistato la fiducia della donna rapisce Jacob minacciando di uccidere la madre; Jacob riesce a liberarsi e a fuggire dopo aver provocato a Owen delle terribili allucinazioni che lo perseguiteranno per tutta la vita (dirà in seguito di aver visto il giorno della propria morte).
Selly capisce che Jacob sarebbe in pericolo rimanendo accanto a lei, perciò con la complicità dei figli maggiori Tom e Becky inscena la sua morte, poi, dopo avergli regalato l'orecchino a stella, lo affida ai suoi fratelli perché lo portino sotto falso nome in una scuola del Montana.

## Grandi speranze
- Titolo originale: High Hopes
- Diretta da: Serigo Mimica-Gezzan
- Scritta da: Leslie Bohem

### Trama
Corre l'anno 1962. Jacob, ora conosciuto come Jake e trasferitosi con questa nuova identità in una scuola del Montana sviene durante una partita di baseball dopo aver fatto involontariamente uso di suoi poteri, e mentre è in convalescenza un grigio, presentatosi sotto le sembianze di un medico, lo avvisa di non fare uso mai più di tali capacità per non correre il rischio di perderle o, peggio ancora, di morire.
Nel frattempo il colonnello Owen Crawford è sottoposto a grandi pressioni da parte del presidente Kennedy, che non intravedendo alcun motivo per continuare a spendere fiumi di soldi sul programma UFO gli concede un mese per dimostrare che esiste un pericolo per la sicurezza nazionale, o in caso contrario gli farà chiudere bottega. Come se non bastasse, la situazione famigliare del colonnello sta andando sempre più a rotoli: la moglie, incatenata da un matrimonio di convenienza, si è data all'alcool, e i figli sono costantemente spronati a dare il meglio di sé stessi nello studio, soprattutto il maggiore, Erik.
Russel Keys intanto ha trovato lavoro come meccanico, e un giorno viene avvicinato nuovamente dal figlio Jesse che dopo il loro ultimo incontro ha cominciato ad essere periodicamente rapito da un grigio che assume le sembianze di un giostraio e guida un vecchio furgone. Nel tentativo di trovare qualcuno che li difenda si rivolgono all'aeronautica, e dapprincipio non vengono minimamente creduti, ma poi, dopo essere svenuto in un bar, Russel viene ricoverato, e i medici gli diagnosticano un tumore al cervello; Jesse, intuendo che c'entrino qualcosa gli UFO, chiede di poter fare anche lui una lastra, e a sorpresa viene trovato un tumore anche nel suo cervello, delle stesse dimensioni e nello stesso punto della scatola cranica di quello di suo padre. Con queste nuove informazioni il ragazzo torna dal soldato che aveva rigettato la loro segnalazione, figlio di un ex commilitone di Russel, e questa volta, rammentandogli anche il legame che univa i rispettivi genitori, riesce a farsi dare il nome di Crawford.
Intanto i due sottoposti del colonnello, i capitani Erikson e Bowen, nel timore di perdere i propri posti di lavoro, si sono messi segretamente sulle tracce di Jacob, scoprendo che in realtà è ancora vivo, ma quando provano a catturarlo subiscono i suoi poteri e, spaventati a morte, una volta tornati al comando decidono di non raccontare nulla di quanto accaduto. Con questa ennesima performance però Jacob esaurisce in modo apparentemente definitivo i propri poteri, e i suoi fratelli, per metterlo nuovamente al sicuro, lo portano a Vancouver, in Canada, affidandolo ad una conoscente.
Crawford nel frattempo incontra Jasse e Russel, e quest'ultimo acconsente a lasciarsi togliere il misterioso oggetto che ha in testa a condizione che non venga fatto del male a Jasse, che viene prima messo in prigione e poi chiuso in un bunker per evitare che gli alieni possano riprenderselo, una misura che risulterà poi vana.
L'intervento avviene in una vecchia baracca fuori dalla base, ma appena il congegno, simile ad un insetto metallico, viene estratto, tutte le persone presenti all'interno cominciano ad impazzire, e uno dei soldati spara ad una bombola, provocando un'esplosione; il dottor Kroitz esce in fiamme dalla baracca e prima di morire pronuncia a Crawford, che attendeva in macchina, le parole Di colpo affiorano tutti i ricordi. Tutti i ricordi e tutte le paure.
Nel mentre la condizione mentale della moglie di Owen è ormai giunta al limite, e nel disperato tentativo di trovare le prove che il marito è coinvolto nel programma UFO riesce a ritrovare il manufatto che il colonnello aveva avuto dalla fidanzata, ancora chiuso in cassaforte. Conscio che ormai la moglie è diventata come una mina vagante, Owen la affida a Bowen, dicendole di portarla in un centro riabilitativo. Dopo averli lasciati partire, Owen, raggiunta la loro macchina nel bel mezzo del niente, uccide entrambi, mascherandolo da omicidio-suicidio.

## Prove del fuoco
- Titolo originale: Acid Test
- Diretta da: Bryan Spicer
- Scritta da: Leslie Bohem

### Trama
Corre l'anno 1970. Quando la carriera di Owen Crawford viene definitivamente rovinata dalla vendetta di Tom Clarke, che crea dei fenomeni di "cerchi nel grano" palesemente falsi, l'eredità del capitano passa ai suoi figli Eric e Sam. Mentre Eric è un fedele sostenitore della attività del padre, ed è già coinvolto nel progetto, Sam crede che la visita degli alieni non sia reale e sia stata ingegnata dal Governo per tenere nascoste operazioni segrete. Quando Sam trova il manufatto custodito dal padre, si convince dell'esistenza degli alieni, ma al contrario del fratello e del padre pensa che sia giusto dover informare tutto il mondo invece di tenere segreta la cosa. Dalla lettura di un giornale scopre che i simboli che si trovano sul manufatto sono uguali a quelli di un'antica tomba scoperta di recente in Alaska, così decide di recarsi sul posto per raccogliere ulteriori informazioni. Mentre è lì, incontra un ibrido umano-alieno di nome Lester, che vive isolato in una baracca. Nella baracca trova anche una giovane ragazza, Wendy, che risulta scomparsa ed è ricercata dai genitori. Dopo che Sam riporta Wendy tra le braccia della madre, la popolazione locale si reca in massa per uccidere Lester, che in realtà aveva preso la bambina solo per curarla, dopo averla trovata ferita nel bosco. Uno degli abitanti mette fuoco alla baracca e Sam cerca di salvare la vita di Lester, che però non vuole essere salvato. Sam mentre cerca di portarlo fuori guarda Lester negli occhi e rimane impaurito e paralizzato, così moriranno entrambi.
Nel frattempo, Jesse Keys, ormai un veterano del Vietnam, ritorna a casa eroinomane ed è ossessionato dai rapimenti alieni. Egli ritrova finalmente pace e stabilità grazie all'infermiera Amelia, che lo aiuta a superare la sua dipendenza. Nel finale Eric Crawford, che ha avuto una figlia di nome Mary, informa della morte di Sam il padre, che alla notizia muore di crepacuore.

## Manutenzione
- Titolo originale: Maintenance
- Diretta da: Felix Enriquez Alcala
- Scritta da: Leslie Bohem

### Trama
Corre l'anno 1980. Jacob Clarke ritorna a casa per dare l'ultimo saluto alla madre Sally, che sta morendo di cancro. Jacob nel frattempo aveva sposato Carol ed ora ha una figlia di nome Lisa. Per far felice la madre, Jacob usa i suoi poteri per far vedere John. Tom Clarke, da sempre scettico sulla reale esistenza degli alieni, è costretto a rivedere la sua posizione quando Jacob gli spiega che in realtà lui è un ibrido umano-alieno.
Eric Crawford nel frattempo continua le sue indagini con l'aiuto del dottor Chet Wakeman. La ricerca di Jacob Clarke conduce Eric a sedurre e iniziare una relazione con Becky Clarke, la sorella di Tom, che alla fine però abbandona Eric e confessa tutto al fratello. Gli uomini di Crawford riescono ad individuare Jesse Keys. Mentre Eric sta facendo trasferire la base nel Maine, dove si sono registrati molti avvistamenti, il convoglio di militari viene fermato da Tom Clarke e alcuni suoi sostenitori, con l'intento di mostrare al mondo le prove sull'esistenza degli alieni. Ma le "prove", compreso il corpo di un alieno creduto morto, vengono presi da una navicella aliena.

## Charlie e Lisa
- Titolo originale: Charlie and Lisa
- Diretta da: Thomas J. Wright
- Scritta da: Leslie Bohem

### Trama
Corre l'anno 1992. Negli ultimi 12 anni Charlie Keys e Lisa Clarke, ultimi eredi delle rispettive famiglie, diventano sempre più importanti per i piani degli alieni. Entrambi vengono portati a bordo di una navicella aliena e vengono fatti inconsciamente accoppiare e Lisa rimane incinta. I due sono poi tornati sulla Terra senza alcun ricordo dell'incontro. Lisa darà alla luce la sua bambina chiamandola Allison (Allie). Il parto viene assistito dagli alieni che salvano la vita di Lisa.
Nel frattempo Eric Crawford e il Dottor Wakeman, che erano stati sollevati dall'incarico, vengono richiamati dopo che un carico della NASA viene rubato nello spazio probabilmente ad opera degli alieni. I due riescono a sviluppare un sistema per tenere costantemente sotto controllo tutti coloro che sono stati rapiti dagli alieni. Eric fa entrare la figlia Mary nel progetto.

## L'equazione di Dio
- Titolo originale: God's Equation
- Diretta da: Jeremy Kagan
- Scritta da: Leslie Bohem

### Trama
Le vicende a partire da questo episodio si svolgono nel presente. Charlie Keys cerca disperatamente risposte ai suoi rapimenti alieni, mentre Lisa Clarke continua la sua vita come membro di un gruppo musicale e sviluppa un legame speciale con la figlia Allie. Mary Crawford, ora in una posizione di leadership nel progetto rispetto al padre, ritiene che Allie sia la chiave degli esperimenti alieni. Così vuole rapire la bambina insieme a Wakeman, con cui ha anche una relazione amorosa. Ma Ally dimostra di avere particolari abilità e sfugge al rapimento.
Alla fine Charlie e Lisa si ritrovano insieme in un gruppo di sostegno di vittime di rapimenti alieni, e grazie ad un'ipnoterapia a cui si sottopongono entrambi, scoprono la verità. Un membro del gruppo però in una seduta prende tutti in ostaggio, compresa Allie, che stava scappando da Mary e Wakeman. Allie salva la vita degli ostaggi e decide di consegnarsi a Mary Crawford per proteggere i suoi genitori. Intanto Mary aveva fatto uccidere suo padre, che voleva tenerla a freno.

## Tutto precipita
- Titolo originale: Dropping the Dishes
- Diretta da: Jeff Woolnough
- Scritta da: Leslie Bohem

### Trama
I militari, sotto la guida del Generale Beers, prendono la custodia di Allie e tagliano fuori dal progetto Mary Crawford, che però ha un asso nella manica da giocare: il manufatto passato da suo nonno a suo padre. Così quando i militari trasferiscono Allie in una zona deserta, insieme al Dottor Wakeman, lei li raggiunge. Il piano dei militari è usare Allie come esca, e colpire e costringere ad atterrare una navicella aliena. Nel frattempo Charlie e Lisa si mettono sulle tracce della loro figlia, e sfruttando l'intenso legame creatosi tra Lisa e Allie, riescono a raggiungere la località segreta, dove però vengono bloccati dai militari.
Il piano dei militari sembra funzionare. Una navicella si avvicina, viene colpita e precipita al suolo. Mary Crawford riesce anche a salire a bordo, nonostante i tentativi dei militari di fermarla.

## John
- Titolo originale: John
- Diretta da: Joh Fawcett
- Scritta da: Leslie Bohem

### Trama
La navicella precipitata non emette segnali di attività e il Generale Beers decide che è il momento di entrare in azione e assaltarla. Alcuni militari salgono a bordo, dopo aver vissuto alcune allucinazioni si ricongiungono con Mary Crawford, spaventata in lacrime. Infine appaiono diversi alieni che riescono a scaricarli, poco dopo la navicella scompare nel nulla, dopo aver preso Allie. In realtà niente di tutto ciò è accaduto realmente, nessuna navicella si è mai avvicinata, si è trattato di una gigantesca allucinazione ad opera di Allie, che pensava di mettere in salvo lei e i suoi genitori facendo credere ai militari che fosse stata presa dagli alieni.
Grazie ad un'intuizione di Mary però i militari si rendono conto di quanto è accaduto e si mettono sulle tracce di Allie e la sua famiglia, che nel frattempo avevano iniziato la loro fuga. Si accampano inizialmente in un campeggio, ma dopo che il Generale Beers fa pubblicare ai media un avviso di ricerca per Allie, non possono rimanere in un luogo pubblico e si rifugiano in una stazione di servizio abbandonata. Lì ricevono la visita di un vecchio conoscente che offre il suo aiuto: l'alieno John, il bisnonno di Allie.

## Presi
- Titolo originale: Taken
- Diretta da: Michael Katleman
- Scritta da: Leslie Bohem

### Trama
Allie, Charlie, Lisa e John si mettono in viaggio verso l'Idaho, dove Tom Clarke li aspetta per aiutarli. Il piano di Tom è farli arrivare prima in Messico e poi a Buenos Aires con documenti falsi. Ma Mary Crawford e il Dottor Wakeman stanno alle loro calcagna grazie al dispositivo di localizzazione che intercetta il segnale inviato dal cervello di Allie per farsi trovare dagli alieni. John indica come spegnere tale segnale alla bambina, e per evitare di farsi trovare si allontana ritornando alla sua navicella. John nel frattempo, aveva anche spiegato che l'esperimento iniziato tanti anni prima era servito per far ritrovare agli alieni un'importante parte della loro identità che avevano perso nel loro processo di evoluzione. E grazie ad Allie possono finalmente recuperarla. Ha anche invitato Allie ad unirsi agli alieni, ma quest'ultima ha voluto rimanere con la sua famiglia.
Allie, Charlie e Lisa, in attesa dell'arrivo dei documenti falsi si rifugiano nella vecchia casa dei Clarke. Ma vengono localizzati dai militari. Wakeman tenta di avvisare Tom Clarke ma proprio quando sta per chiamare viene ucciso da Mary. Così i militari si muovono verso la casa dei Clarke. Tom fa però un appello via radio e numerose persone, che hanno vissuto esperienze di rapimento alieno, accorrono e si mettono tra i soldati e la casa dei Clarke. Allie allora, per il bene di tutti, decide di sacrificarsi. Dopo aver spento il dispositivo di comunicazione presente in tutti coloro che erano stati rapiti fino a quel momento, riattiva il suo e chiama John per venirla a prendere. Una navicella arriva e la prende separandola dai suoi genitori, in lacrime. L'esperimento alieno e il progetto militare arrivano così alla fine. Nelle scene finali si vede Mary arrestata per l'omicidio di Wakeman e i militari che decidono di lasciar andare Lisa e Charlie. I due sono fiduciosi che un giorno potranno riabbracciare la loro figlia.